# Lista odcinków serialu Bez śladu
Lista odcinków serialu Bez śladu
| Sezon 1    | Sezon 2    | Sezon 3    | Sezon 4    | Sezon 5    | Sezon 6     | Sezon 7    | Razem        |
| ---------- | ---------- | ---------- | ---------- | ---------- | ----------- | ---------- | ------------ |
| 23 odcinki | 24 odcinki | 23 odcinki | 24 odcinki | 24 odcinki | 18 odcinków | 24 odcinki | 160 odcinków |

## Sezon 1
| Lp. | Tytuł oryginalny                   | Data emisji          | Numer w serii |
| --- | ---------------------------------- | -------------------- | ------------- |
| 001 | Pilot                              | 26 września 2002     | #1.1          |
| 002 | Birthday Boy                       | 3 października 2002  | #1.2          |
| 003 | He Saw, She Saw                    | 10 października 2002 | #1.3          |
| 004 | Between the Cracks                 | 17 października 2002 | #1.4          |
| 005 | Suspect                            | 24 października 2002 | #1.5          |
| 006 | Silent Partner                     | 31 października 2002 | #1.6          |
| 007 | Snatch Back                        | 7 listopada 2002     | #1.7          |
| 008 | Little Big Man                     | 14 listopada 2002    | #1.8          |
| 009 | In Extremis                        | 21 listopada 2002    | #1.9          |
| 010 | Midnight Sun                       | 12 grudnia 2002      | #1.10         |
| 011 | Maple Street                       | 9 stycznia 2003      | #1.11         |
| 012 | Underground Railroad               | 16 stycznia 2003     | #1.12         |
| 013 | Hang On to Me                      | 30 stycznia 2003     | #1.13         |
| 014 | The Friendly Skies                 | 6 lutego 2003        | #1.14         |
| 015 | There Goes the Bride               | 20 lutego 2003       | #1.15         |
| 016 | Clare de Lune                      | 27 lutego 2003       | #1.16         |
| 017 | Kam Li                             | 13 marca 2003        | #1.17         |
| 018 | The Source                         | 3 kwietnia 2003      | #1.18         |
| 019 | Victory for Humanity               | 10 kwietnia 2003     | #1.19         |
| 020 | No Mas                             | 24 kwietnia 2003     | #1.20         |
| 021 | Are You Now Or Have You Ever Been? | 1 maja 2003          | #1.21         |
| 022 | Fall Out (1)                       | 8 maja 2003          | #1.22         |
| 023 | Fall Out (2)                       | 15 maja 2003         | #1.23         |

## Sezon 2
| Lp. | Tytuł oryginalny       | Data emisji          | Numer w serii |
| --- | ---------------------- | -------------------- | ------------- |
| 001 | The Bus                | 25 września 2003     | #2.1          |
| 002 | Revelations            | 2 października 2003  | #2.2          |
| 003 | Confidence             | 9 października 2003  | #2.3          |
| 004 | Prodigy                | 23 października 2003 | #2.4          |
| 005 | Copycat                | 30 października 2003 | #2.5          |
| 006 | Our Sons and Daughters | 6 listopada 2003     | #2.6          |
| 007 | A Tree Falls           | 13 listopada 2003    | #2.7          |
| 008 | Trip Box               | 20 listopada 2003    | #2.8          |
| 009 | Moving On              | 11 grudnia 2003      | #1.9          |
| 010 | Coming Home            | 18 grudnia 2003      | #2.10         |
| 011 | Exposure               | 8 stycznia 2004      | #2.11         |
| 012 | Hawks and Handsaws     | 15 stycznia 2004     | #2.12         |
| 013 | Life Rules             | 29 stycznia 2004     | #2.13         |
| 014 | The Line               | 5 lutego 2004        | #2.14         |
| 015 | Wannabe                | 12 lutego 2004       | #2.15         |
| 016 | Risen                  | 19 lutego 2004       | #2.16         |
| 017 | Gung Ho                | 26 lutego 2004       | #2.17         |
| 018 | Legacy                 | 11 marca 2004        | #2.18         |
| 019 | Doppelgänger           | 1 kwietnia 2004      | #2.19         |
| 020 | Shadows                | 15 kwietnia 2004     | #1.20         |
| 021 | Two Families           | 29 kwietnia 2004     | #2.21         |
| 022 | The Season             | 6 maja 2004          | #2.22         |
| 023 | Lost and Found         | 13 maja 2004         | #2.23         |
| 024 | Bait                   | 20 maja 2004         | #2.24         |

## Sezon 3
| Lp. | Tytuł oryginalny       | Data emisji          | Numer w serii |
| --- | ---------------------- | -------------------- | ------------- |
| 001 | In the Dark            | 23 września 2004     | #3.1          |
| 002 | Thou Shalt Not         | 7 października 2004  | #3.2          |
| 003 | Light Years            | 14 października 2004 | #3.3          |
| 004 | Upstairs Downstairs    | 21 października 2004 | #3.4          |
| 005 | American Goddess       | 28 października 2004 | #3.5          |
| 006 | Nickel and Dimed (1)   | 4 listopada 2004     | #3.6          |
| 007 | Nickel and Dimed (2)   | 11 listopada 2004    | #3.7          |
| 008 | Doppelgänger II        | 18 listopada 2004    | #3.8          |
| 009 | Trials                 | 25 listopada 2004    | #3.9          |
| 010 | Malone v. Malone       | 9 grudnia 2004       | #3.10         |
| 011 | 4.0                    | 6 stycznia 2005      | #3.11         |
| 012 | Penitence              | 13 stycznia 2005     | #3.12         |
| 013 | Volcano                | 3 lutego 2005        | #3.13         |
| 014 | Neither Rain Nor Sleet | 10 lutego 2005       | #3.14         |
| 015 | Party Girl             | 17 lutego 2005       | #3.15         |
| 016 | Manhunt                | 24 lutego 2005       | #3.16         |
| 017 | Lone Star              | 10 marca 2005        | #3.17         |
| 018 | Transitions            | 31 marca 2005        | #3.18         |
| 019 | Second Sight           | 14 kwietnia 2005     | #3.19         |
| 020 | The Bogie Man          | 4 maja 2005          | #3.20         |
| 021 | Off the Tracks         | 5 maja 2005          | #3.21         |
| 022 | John Michaels          | 12 maja 2005         | #3.22         |
| 023 | Endgame                | 19 maja 2005         | #3.23         |

## Sezon 4
| Lp. | Tytuł oryginalny    | Data emisji          | Numer w serii |
| --- | ------------------- | -------------------- | ------------- |
| 001 | Showdown            | 29 września 2005     | #4.1          |
| 002 | Safe                | 6 października 2005  | #4.2          |
| 003 | From the Ashes      | 13 października 2005 | #4.3          |
| 004 | Lost Time           | 20 października 2005 | #4.4          |
| 005 | Honor Bound         | 27 października 2005 | #4.5          |
| 006 | Viuda Negra         | 3 listopada 2005     | #4.6          |
| 007 | The Innocents       | 10 listopada 2005    | #4.7          |
| 008 | A Day in the Life   | 17 listopada 2005    | #4.8          |
| 009 | Freefall            | 24 listopada 2005    | #4.9          |
| 010 | When Darkness Falls | 8 grudnia 2005       | #4.10         |
| 011 | Blood Out           | 5 stycznia 2006      | #4.11         |
| 012 | Patient X           | 19 stycznia 2006     | #4.12         |
| 013 | Rage                | 26 stycznia 2006     | #4.13         |
| 014 | Odds or Evens       | 2 lutego 2006        | #4.14         |
| 015 | The Stranger''      | 9 lutego 2006        | #4.15         |
| 016 | The Little Things   | 2 marca 2006         | #4.16         |
| 017 | Check Your Head     | 9 marca 2006         | #4.17         |
| 018 | The Road Home       | 30 marca 2006        | #4.18         |
| 019 | Expectations        | 13 kwietnia 2006     | #4.19         |
| 020 | More Than This      | 20 kwietnia 2006     | #4.20         |
| 021 | Shattered           | 27 kwietnia 2006     | #4.21         |
| 022 | Requiem             | 4 maja 2006          | #4.22         |
| 023 | White Balance       | 11 maja 2006         | #4.23         |
| 024 | Crossroads          | 18 maja 2006         | #4.24         |

## Sezon 5
| Lp. | Tytuł oryginalny        | Data emisji          | Numer w serii |
| --- | ----------------------- | -------------------- | ------------- |
| 001 | Stolen                  | 24 września 2006     | #5.1          |
| 002 | Candy                   | 1 października 2006  | #5.2          |
| 003 | 911                     | 8 października 2006  | #5.3          |
| 004 | All for One             | 15 października 2006 | #5.4          |
| 005 | The Damage Done         | 22 października 2006 | #5.5          |
| 006 | The Calm Before         | 29 października 2006 | #5.6          |
| 007 | All the Sinners, Saints | 5 listopada 2006     | #5.7          |
| 008 | Win Today               | 12 listopada 2006    | #5.8          |
| 009 | Watch Over Me           | 19 listopada 2006    | #5.9          |
| 010 | The Thing with Feathers | 3 grudnia 2006       | #5.10         |
| 011 | Fade-Away               | 10 grudnia 2006      | #5.11         |
| 012 | Tail Spin               | 7 stycznia 2007      | #5.12         |
| 013 | Eating Away             | 14 stycznia 2007     | #5.13         |
| 014 | Primed                  | 21 stycznia 2007     | #5.14         |
| 015 | Desert Springs          | 18 lutego 2007       | #5.15         |
| 016 | Without You             | 4 marca 2007         | #5.16         |
| 017 | Deep Water              | 11 marca 2007        | #5.17         |
| 018 | Connections             | 18 marca 2007        | #4.18         |
| 019 | At Rest                 | 25 marca 2007        | #5.19         |
| 020 | Skin Deep               | 8 kwietnia 2007      | #5.20         |
| 021 | Crash and Burn          | 15 kwietnia 2007     | #5.21         |
| 022 | One and Only            | 29 kwietnia 2007     | #5.22         |
| 023 | Two of Us               | 6 maja 2007          | #5.23         |
| 024 | The Beginning           | 10 maja 2007         | #5.24         |

## Sezon 6
| Lp. | Tytuł oryginalny     | Data emisji          | Numer w serii |
| --- | -------------------- | -------------------- | ------------- |
| 001 | Lost Boy             | 27 września 2007     | #6.1          |
| 002 | Clean Up             | 4 października 2007  | #6.2          |
| 003 | Res Ipsa             | 11 października 2007 | #6.3          |
| 004 | Baggage              | 25 października 2007 | #6.4          |
| 005 | Run                  | 1 listopada 2007     | #6.5          |
| 006 | Where & Why          | 8 listopada 2007     | #6.6          |
| 007 | Absalom              | 15 listopada 2007    | #6.7          |
| 008 | Fight/Flight         | 22 listopada 2007    | #6.8          |
| 009 | One Wrong Move       | 6 grudnia 2007       | #6.9          |
| 010 | Claus and Effect     | 13 grudnia 2007      | #6.10         |
| 011 | 4G                   | 10 stycznia 2008     | #6.11         |
| 012 | Article 32           | 17 stycznia 2008     | #6.12         |
| 013 | Hard Reset           | 3 kwietnia 2008      | #1.13         |
| 014 | A Bend in the Road   | 10 kwietnia 2008     | #6.14         |
| 015 | Deja Vu              | 24 kwietnia 2008     | #1.15         |
| 016 | A Dollar and a Dream | 1 maja 2008          | #6.16         |
| 017 | Driven               | 8 maja 2008          | #6.17         |
| 018 | Satellites           | 15 maja 2008         | #6.18         |

## Sezon 7
| Lp. | Tytuł oryginalny                   | Data emisji       | Numer w serii |
| --- | ---------------------------------- | ----------------- | ------------- |
| 001 | Closure                            | 23 września 2008  | #7.1          |
| 002 | 22x42                              | 30 września 2008  | #7.2          |
| 003 | Last Call                          | 14 września 2008  | #7.3          |
| 004 | True / False                       | 21 września 2008  | #7.4          |
| 005 | Rise and Fall                      | 28 września 2008  | #7.5          |
| 006 | Live to Regret                     | 11 listopada 2008 | #7.6          |
| 007 | Rewind                             | 18 listopada 2008 | #7.7          |
| 008 | Better Angels                      | 25 listopada 2008 | #7.8          |
| 009 | Push Comes to Shove                | 2 grudnia 2008    | #7.9          |
| 010 | Cloudy with a Change of Gettysburg | 16 grudnia 2008   | #7.10         |
| 011 | Wanted                             | 6 stycznia 2009   | #7.11         |
| 012 | Believe Me                         | 13 stycznia 2009  | #7.12         |
| 013 | Once Lost                          | 27 stycznia 2009  | #7.13         |
| 014 | Friends and Neighbors              | 3 lutego 2009     | #7.14         |
| 015 | Chameleon                          | 10 lutego 2009    | #7.15         |
| 016 | Skeletons                          | 17 lutego 2009    | #7.16         |
| 017 | Voir Dire                          | 17 marca 2009     | #7.17         |
| 018 | Daylight                           | 31 marca 2009     | #7.18         |
| 019 | Heartbeats                         | 7 kwietnia 2009   | #7.19         |
| 020 | Hard Landing                       | 14 kwietnia 2009  | #7.20         |
| 021 | Labyrinths                         | 28 kwietnia 2009  | #7.21         |
| 022 | Devotion                           | 5 maja 2009       | #7.22         |
| 023 | True                               | 12 maja 2009      | #7.23         |
| 024 | Undertow                           | 19 maja 2009      | #7.24         |